# 互助公民行动党
互助公民行动党（英語：Akbayan Citizens' Action Party），简称阿克巴扬（Akbayan），是菲律宾的一个社会民主主义和进步主义政党。该党被视为菲律宾进步运动的主要成员之一。该党于1998年由多个进步和左翼政治组织联合建立。该党是进步联盟的参加者和亚洲社会民主主义网络的正式成员。